# Qendër Bilisht
Qendër Bilisht är en tidigare kommun i Korçë prefektur i sydöstra Albanien. Vid kommunreformen 2015 blev det en administrativ enhet i Devoll kommun. Befolkningen vid folkräkningen 2011 var 5 440. Den administrativa enheten består av byarna Bitinckë, Tren, Buzliqen, Vërnik, Vishocicë, Kuç, Poloskë, Kapshticë, Trestenik och Kurilë.    